# László Antal
László Antal (ur. 25 czerwca 1930 w mieście Szob, zm. 1993) – węgierski językoznawca, przedstawiciel strukturalizmu. Zajmował się hungarystyką i lingwistyką ogólną. 
Położył zasługi na polu teorii strukturalistycznej, cybernetyki, fonologii i morfologii, składni i semantyki. 

## Twórczość anglojęzyczna
- Antal, László 1963: Questions of Meaning, Mouton, The Hague.
- Antal, László 1964: Content, Meaning, and Understanding, Mouton. The Hague.
- Antal, László 1961: Sign, Meaning, Context, „Lingua” 10, 211–9.
- Antal, László 1963: A new type of dictionary, „Linguistics” 1, 75–84.
- László Antal. Rules, Analogies, Categories. „Word”. 1988 (39), s. 21–27, 1988. DOI: 10.1080/00437956.1988.11435780.
- László Antal. Langue And Parole or Only Parole?. „Historiographia Linguistica”. 1990 (17). s. 357–367.
- László Antal. Multiple Syntactic Relations: a Tentative Note. „Word”. 1991 (42), s. 89–94, 1991. DOI: 10.1080/00437956.1991.11435833.
- Antal, László 1992: Another calamity of quotas. N.h. [New York], é.n.